# Naveen Andrews
Naveen William Sidney Andrews (Londra, 17 gennaio 1969) è un attore britannico.
È noto per il ruolo di Sayid Jarrah nella serie TV Lost.

## Biografia
Naveen (che in hindi significa "nuovo") è figlio di un importante uomo d'affari, Stanley Andrews, e di una psicologa, Nirmala, entrambi immigrati dal Kerala, che sperano per lui una carriera universitaria; tuttavia Naveen segue ben presto i suoi interessi, facendo provini (con conseguente ammissione) all'accademia Londinese Guildhall School of Music and Drama, a quel tempo frequentata anche da Ewan McGregor e David Thewlis.
Debutta in televisione nel 1993 in The Buddha of Suburbia, miniserie molto popolare nel Regno Unito. Si mette in luce per la prima volta come attore nel ruolo di Kip, il fidanzato di Juliette Binoche nel film Il paziente inglese del 1996, nello stesso anno interpreta anche il ruolo di un arrogante re nel film di Mira Nair Kamasutra (Kama Sutra: A Tale of Love). Questo film suscitò molte polemiche in India.
Prima di entrare a far parte del cast di Lost nel ruolo dell'ex militare iracheno Sayid Jarrah, Naveen ha lavorato in numerosi film sia nel Regno Unito, sia negli USA. Tra questi spicca Blessed Art Thou, presentato nel 2000 al Sundance Film Festival. Nel 2013 partecipa al film Diana - La storia segreta di Lady D.

## Vita privata
All'età di sedici anni s'innamora della sua insegnante di matematica trentenne, Geraldine Feakins: sette anni dopo, nel 1992, i due hanno un bambino, Jaisal. La loro relazione durerà dal 1985 al 1991. Naveen ha un altro figlio, Naveen Joshua, avuto nel 2005 da Elena Eustache, nel corso di una breve separazione dall'ex compagna Barbara Hershey. Nel maggio 2010 Naveen e Barbara Hershey hanno annunciato la loro separazione definitiva.

## Filmografia

### Cinema
- Londra mi fa morire (London Kills Me), regia di Hanif Kureishi (1991)
- Wild West, regia di David Attwood (1992)
- Kamasutra (Kama Sutra: A Tale of Love), regia di Mira Nair (1996)
- Il paziente inglese (The English Patient), regia di Anthony Minghella (1996)
- True Love and Chaos, regia di Stavros Kazantzidis (1997)
- Bombay Boys, regia di Kaizad Gustad (1998)
- Il grande Joe (Mighty Joe Young), regia di Ron Underwood (1998)
- Drowning on Dry Land, regia di Carl Colpaert (1999)
- Blessed Art Thou, regia di Tim Disney (2000)
- Rollerball, regia di John McTiernan (2002)
- Easy, regia di Jane Weinstock (2003)
- Matrimoni e pregiudizi (Bride & Prejudice), regia di Gurinder Chadha (2004)
- Provoked: A True Story, regia di Jag Mundhra (2006)
- Grindhouse - Planet Terror (Planet Terror), regia di Robert Rodriguez (2007)
- Il buio nell'anima (The Brave One), regia di Neil Jordan (2007)
- Animals, regia di Douglas Aarniokoski (2008)
- Diana - La storia segreta di Lady D (Diana), regia di Oliver Hirschbiegel (2013)

### Televisione
- Double Vision, regia di Robert Knights – film TV (1992)
- The Buddha of Suburbia, regia di Roger Michell – miniserie TV (1993)
- The Peacock Spring, regia di Christopher Morahan – film TV (1996)
- My Own Country, regia di Mira Nair – film TV (1998)
- The Chippendales Murder, regia di Eric Bross – film TV (2000)
- The Beast – serie TV, 6 episodi (2001)
- Future Tense, regia di Jean de Segonzac – film TV (2003)
- Lost – serie TV, 98 episodi (2004-2010) – Sayid Jarrah
- The Ten Commandments, regia di Robert Dornhelm e Geoffrey Madeja – miniserie TV (2006)
- Law & Order - Unità vittime speciali (Law & Order: Special Victims Unit) – serie TV, episodio 11x12 (2010)
- Sinbad – serie TV, 7 episodi (2012)
- Reckless, regia di Martin Campbell – film TV (2013)
- C'era una volta nel Paese delle Meraviglie (Once Upon a Time in Wonderland) – serie TV, 13 episodi (2013-2014) – Jafar
- Sense8 – serie TV, 18 episodi (2015-2018)
- Instinct – serie TV, 21 episodi (2018-2019)
- The Dropout, regia di Michael Showalter, Francesca Gregorini e Erica Watson – miniserie TV (2022)
- The Cleaning Lady – serie TV, 10 episodi (2022)
- L'ultimo boss di Kings Cross (Last King of the Cross) – serie TV, 8 episodi (2024)
- The Pradeeps of Pittsburgh – serie TV, 8 episodi (2024)

## Riconoscimenti
- Candidatura al Premio Chlotrudis 1997 come miglior attore non protagonista per Il paziente inglese

## Doppiatori italiani
Nelle versioni in italiano delle opere in cui ha recitato, Naveen Andrews è stato doppiato da:
- Antonio Palumbo in Lost, Law & Order: Unità vittime speciali, C'era una volta nel Paese delle Meraviglie, Instinct, The Cleaning Lady
- Loris Loddi in Kamasutra, Grindhouse - Planet Terror
- Gaetano Varcasia in Il paziente inglese, Matrimoni e pregiudizi
- Stefano Benassi in Sense8, The Dropout
- Massimiliano Manfredi in Il grande Joe
- Riccardo Rossi in Rollerball
- Adriano Giannini in Il buio nell'anima
- Massimo Rossi in Diana - La storia segreta di Lady D